# Сінт-Сальваторхоф
Сінт-Сальваторхоф (нід. Sint Salvatorhof) — комплекс будинків (хоф'є) у нідерландському місті Лейден, на вулиці Стенстрат, 17. Національна пам'ятка (нід. rijksmonument). Хоф'є складається з чотирьох будинків на 14 квартир.

## Історія
Сінт-Сальваторхоф заснований у 1625 році римо-католицьким священиком Паувелсом ван дер Вельде (нід. Pauwels van de Velde). Він був наймолодшим сином броваря Клеса ван дер Вельде, католика за віросповіданням. Під час Нідерландської революції, коли почалися утиски католиків, Клес ван дер Вельде втік із родиною від морських гезів до Утрехта. Там його син Паувелс прийняв постриг. Пізніше, коли переслідування католиків трохи вщухли, Паувелс повернувся до Лейдена і став місцевим священиком. Він помер у віці 90 років у іншому хоф'є, Бетаньєнхоф, близько 1639 року.
Того ж, 1639 року завершилося будівництво хоф'є на вулиці Стенстрат. Новий комплекс отримав назву на честь святого Сальватора або Спасителя Світу (лат. Salvator Mundi). Тут знайшли притулок неодружені жінки та вдови. Благодійники регулярно забезпечували їх хлібом і сиром, навесні — торфом для опалення. На свято Петра і Павла мешканки хоф'є отримували святковий пиріг. Родина ван дер Вельде опікувалася хоф'є до кінця XVIII століття, а коли рід згас, був призначений спеціальний опікун.
У 1960-х роках будівлі хоф'є стали непридатними для проживання і згодом перейшли до Лейденського студентського товариства, яке у 1978–1982 роках провело повну реконструкцію комплексу.

## Галерея

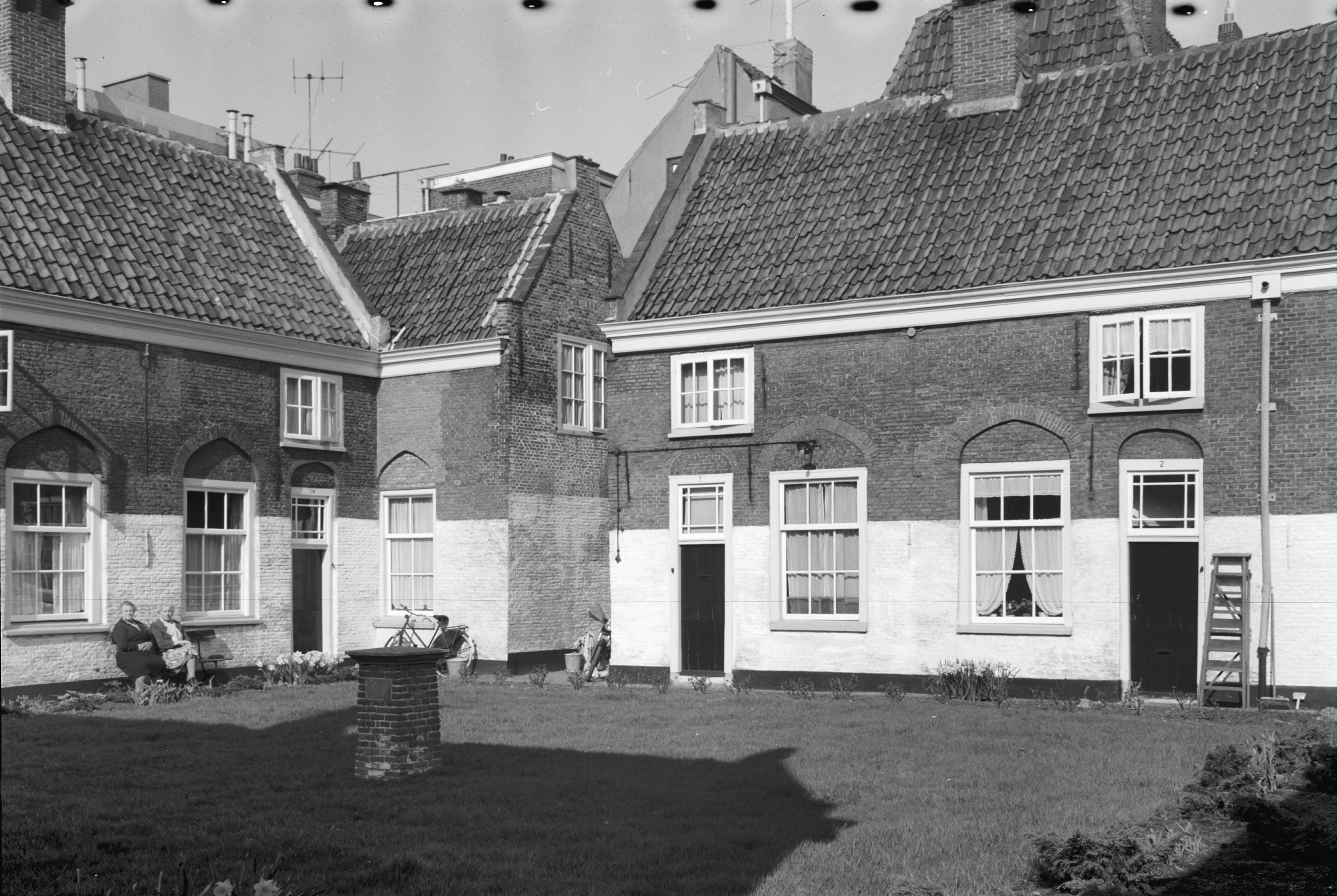
Сінт-Сальваторхоф у 1963 році
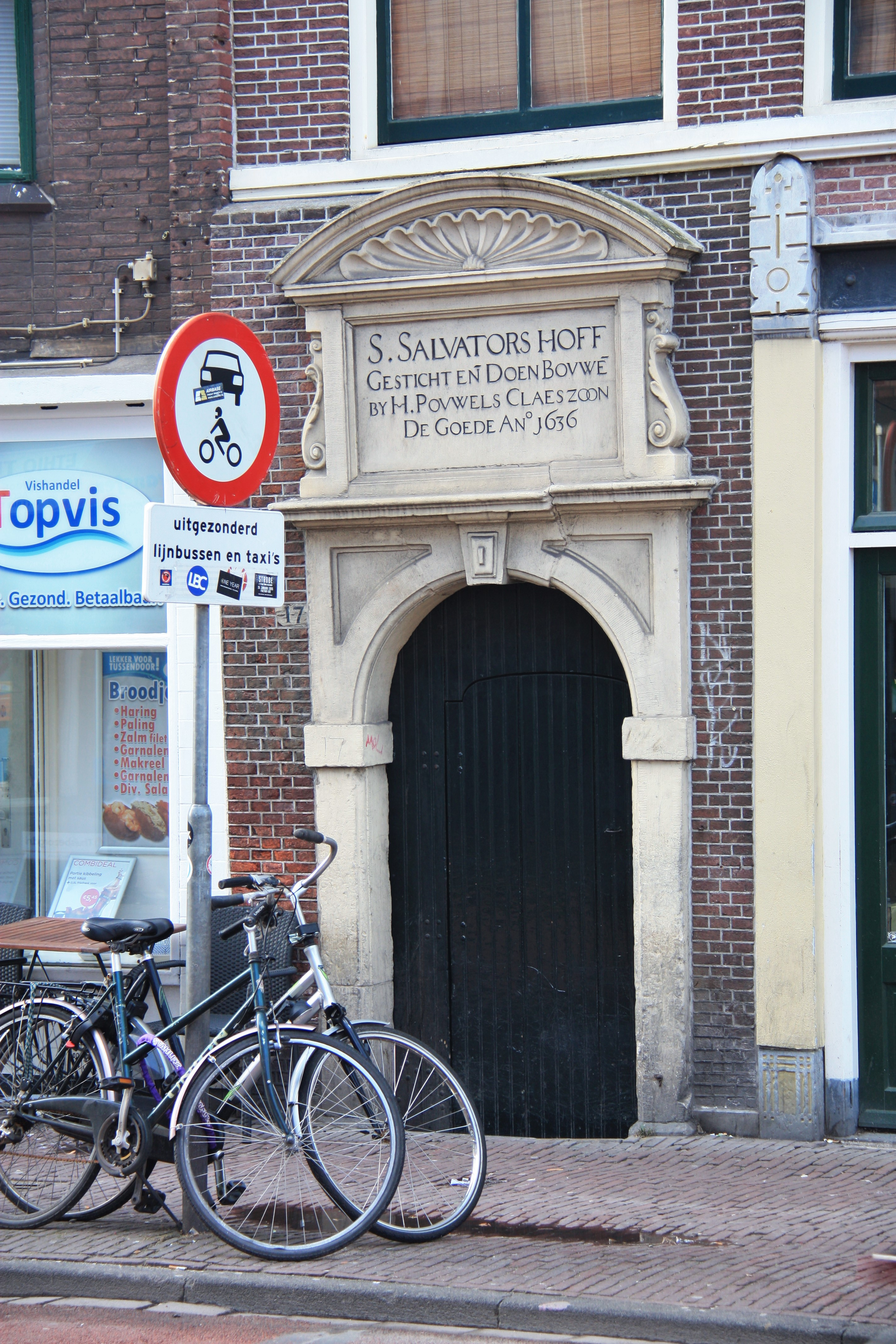
Портал хоф'є